# Podium (uitgeverij)

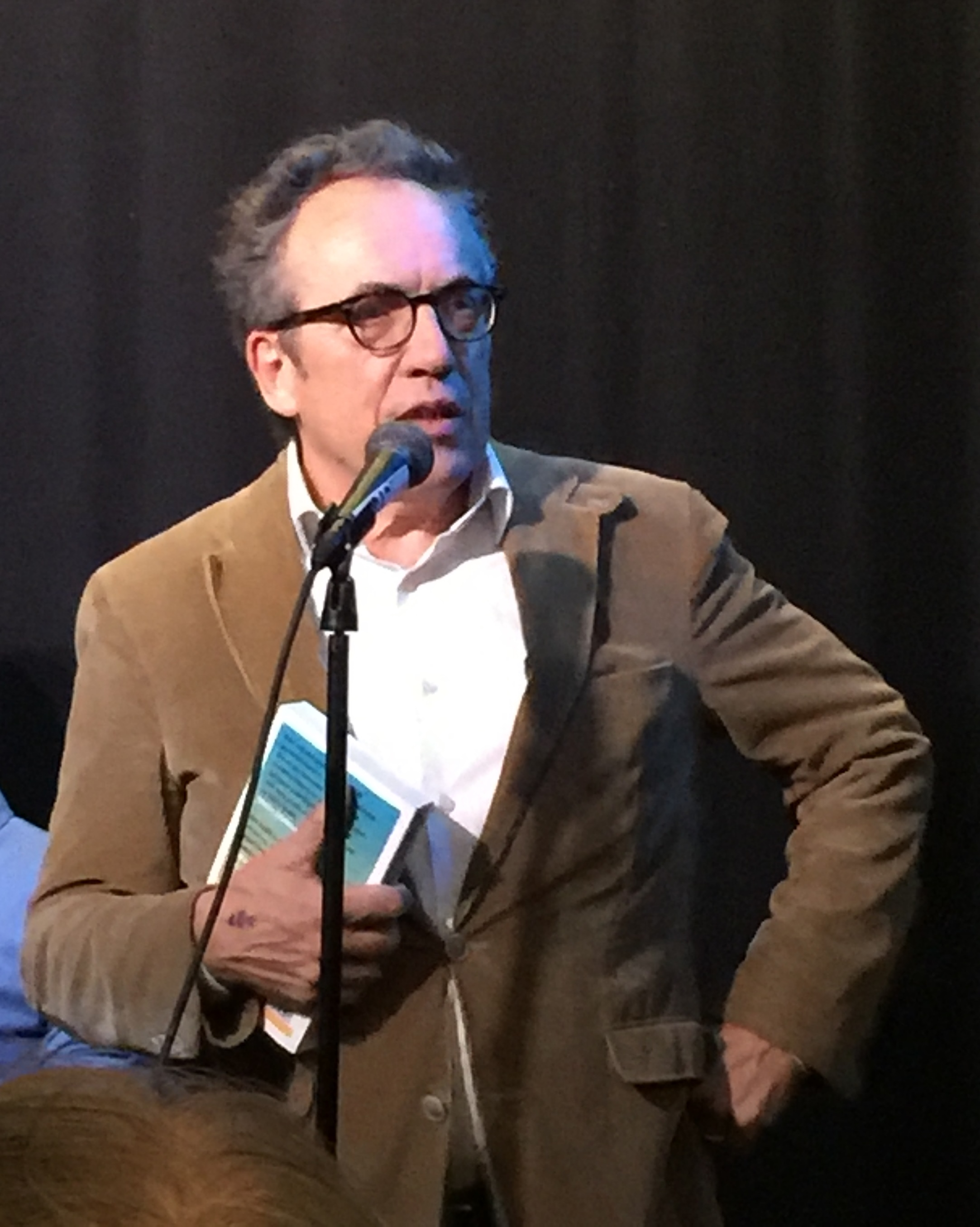
Oud-directeur Joost Nijsen (2021)

Podium is een Nederlandse zelfstandige uitgeverij, gevestigd in Amsterdam, op 1 maart 1997 opgericht door directeur Joost Nijsen. Hij werd in 2022 opgevolgd door Sladjana Labovic. Podium is gespecialiseerd in hedendaagse Nederlandse en vertaalde literatuur (proza en poëzie) en literaire en journalistieke non-fictie. Podium behartigt niet alleen de boekexploitatie maar ook nevenexploitaties (vertaalrechten, licentie-uitgaven, film- & theaterrechten, en dergelijke). Podium is sinds 2021 onderdeed van Park Uitgevers van de groep LannooMeulenhoff.

## Fonds
Behalve Nederlandse en vertaalde romans en poëzie, geeft Podium non-fictie uit op gebieden als reizen, maatschappelijke en journalistieke non-fictie.
Onder de auteurs van Podium bevinden zich onder meer Splinter Chabot, Johan Harstad, Ingmar Heytze, Antjie Krog, Arjen Lubach, Huib Modderkolk, Tosca Niterink, Antonio Scurati, Inge Schilperoord, Shula Tas en Jip van den Toorn.
Bij het vijftienjarig bestaan van de uitgeverij in 2012 publiceerde toenmalig directeur Nijsen onder de titel ABC van de literaire uitgeverij een lexicon over zijn ervaringen als uitgever.